# Drusus destitutus
Drusus destitutus är en nattsländeart som först beskrevs av Friedrich Anton Kolenati 1848.  Drusus destitutus ingår i släktet Drusus och familjen husmasknattsländor. Inga underarter finns listade i Catalogue of Life.